# Историјски и завичајни музеј Иванкив
Историјски и завичајни музеј Иванкив (укр. Іванківський історико-краєзнавчий музей) био је историјски музеј у Иванкиву, Кијевској области. Уништен је током инвазије Русије на Украјину 2022. године, што је довело до потенцијалног губитка преко двадесет дела уметнице Марије Примаченко.

## Историјат
Историјски и завичајни музеј Иванкив је отворен 21. фебруара 1981. Налазио се на археолошком налазишту које датира из средњег века. Обухватао је неколико изложби о Чернобиљу, Авганистану и Другом светском рату. Од 2016. до 2018. године је обновљен како би се прилагодио проширењима колекције направљеним од његовог оснивања. Године 2021. је био домаћин изложбе о јеврејском наслеђу Иванкива.
Током инвазије Русије на Украјину 25. фебруара (према другим подацима, 27. фебруара) 2022. је изгорео, уз губитак преко двадесет дела уметнице Марије Примаченко. Међутим, према објави новинарке Тање Гончарове на друштвеним мрежама, локално становништво је успело да спасе нека од Примаченкових дела из пожара. Према The Times интервјуу са Примаченковом праунуком, Анастасијом Примаченко, десет њених дела је спасао локални човек који је ушао у музеј док је био у пламену. Преко 650 других њених дела се налази у колекцији Националног музеја народне декоративне уметности.
Директорка Вишгородског историјско–културног резервата Влада Литовченко је на друштвеним мрежама губитак музеја и његове колекције описала као „непоправљив”. Министар културе Украјине Олександр Ткаченко је због тога затражио да се Русији одузме чланство у Унеску. Међународни савет музеја је 28. фебруара издао саопштење у којем осуђује „намерно уништавање” музеја.

## Колекција
Музејска колекција је обухватала радове уметнице Марије Примаченко и текстилну уметност Хане Верес и њене ћерке Валентине.
Примаченкова каријера је почела као део Иванкивског задружног везног друштва.
Музејска колекција је обухватала примерке из природних наука и археолошке предмете.